# واسیل فوواروچنی
واسیل فوواروچنی (اوکراینی: Василь Іванович Фольварочний؛ ۳۰ january ۱۹۴۱ – ۵ فوریه ۲۰۲۲ (۸۱ ساله)) نویسنده اهل اوکراین بود.